# Uombat de musell pelut meridional
El uombat de musell pelut meridional (Lasiorhinus latifrons) és una de les tres espècies de uombat. Viu en àrees disperses de matolls i "mallee", des de l'est de la plana de Nullarbor fins a la zona limítrofe de Nova Gal·les del Sud. És el uombat més petit; fa entre 77,5 i 93,5 centímetres i pesa entre 20 i 32 kg. Les cries no solen sobreviure a les estacions seques.